# Euphorbia brittonii
Euphorbia brittonii är en törelväxtart som beskrevs av Charles Frederick Millspaugh. Euphorbia brittonii ingår i släktet törlar, och familjen törelväxter.
Artens utbredningsområde är Bahamas. Inga underarter finns listade i Catalogue of Life.